# Теодор Ріхтер
Ієронім Теодор Ріхтер (нім. Theodor Richter, 21 листопада 1824, Дрезден — 25 вересня 1898, Фрайберг) — німецький хімік та мінералолог, першовідкривач хімічного елемента індію.

## Біографія
До навчання у гірничій академії вивчав аптечну справу. У 1843—1847 роках навчався у Фрайберзькій гірничій академії та був членом студентського корпусу Саксо-Боруссія Фрайберг. Після навчання Теодор Ріхтер працював на Фрайберзьких металургійних заводах і з 1853 року хіміком-металургом. З 1857 року заступив на посаді асесора управління металургійними заводами свого вчителя — Карла Фрідріха Платтнера. У 1863 році став професором пробірного аналізу Фрайберзької гірничої академії. З 1866 по 1873 рік додатково керує лабораторією на металургійному заводі. З 1873 року став професором металургії та металургійного аналізу. З 1875 по 1896 рік був ректором Фрайберзької гірничої академії і був останнім ректором, вибраним довічно на цю посаду. З 1890 року — член Леопольдини.

## Наукова діяльність
Найвизначнішим відкриттям Ріхтера було спектроскопічне дослідження чорного сфалериту. Результатом спільного з Фердинандом Райхом дослідження було відкриття елементу індію. Назву новий елемент отримав через індиго-блакитне забарвлення спектральних ліній.

## Відзначення
На честь Теодора Ріхтера названо описаний у 1865 році мінерал ріхтерит.